# Heteropsis ecuadorensis
Heteropsis ecuadorensis är en kallaväxtart som beskrevs av Luis Aloysius, Luigi Sodiro. Heteropsis ecuadorensis ingår i släktet Heteropsis och familjen kallaväxter. Inga underarter finns listade.